# Czarny Dunajec
Czarny Dunajec is een dorp in het Poolse woiwodschap Klein-Polen, in het district Nowotarski. De plaats maakt deel uit van de gemeente Czarny Dunajec en telt 3500 inwoners.

## Verkeer en vervoer
- Station Czarny Dunajec

## Geboren
- Stanisław Cikowski (1899-1959), voetballer